# Eriochrysis rangacharii
Eriochrysis rangacharii är en gräsart som beskrevs av Cecil Ernest Claude Fischer. Eriochrysis rangacharii ingår i släktet Eriochrysis och familjen gräs. Inga underarter finns listade i Catalogue of Life.